# Granadina
La granadina o jarabe de granadina es una bebida que se elabora con azúcar y granadas que no contiene alcohol. 
Debido a que la granadina se suele utilizar en cócteles para endulzar y dar color, suele confundirse con una bebida alcohólica.
También puede tomarse como refresco, combinándolo con soda o agua (la medida es 1/7 de granadina y 6/7 de soda o agua).
La granadina puede utilizarse también para darle sabor a helados y otros postres.

## Cócteles famosos con granadina
- Sex on the beach: vierta en un vaso alto 3,7 cl (1,25 oz) de vodka, 1,5 cl (0,5 oz) de licor de melocotón, 4,4 cl (1,5 oz) de zumo de arándanos y 4,4 cl (1,5 oz) de zumo de naranja. En lugar de zumo de naranja se puede agregar 4,4 cl (1,5 oz) de zumo de piña (el de jugo de piña se denomina "modern sex on the beach"). Mezcle y agregue 1 cucharadita de granadina (opcional).
- Tequila sunrise: cóctel preparado con tres partes de tequila, seis partes de zumo de naranja y una parte de granadina.
- Terremoto: Trago típico chileno que contiene granadina a gusto, pipeño (vino blanco dulce) y helado de piña. Para otorgar más cuerpo, se puede agregar pisco o ron a gusto. También existe la versión para niños, la cual se le denomina "Terremoto de/para niños", es la misma receta con la diferencia de que el pipeño se cambia por alguna bebida gaseosa a gusto (principalmente se suele elegir bebidas como gaseosa blanca, ya sea sprite o limon soda o jugos concentrados de piña).
- Ice Cream Soda: Trago sin alcohol con granadina, helado,  crema batida y soda.
- San Francisco: Trago sin alcohol que contiene granadina, zumo de limón, zumo de naranja, zumo de piña y hielito picado.
- Biberón o Tetero: Rompope o Ponche Crema con Coca Cola y Granadina al gusto.
- Tizana: Bebida típica venezolana no alcohólica compuesta de zumo de naranja, granadina y frutas picadas.

## Otros significados del término
- La granadina también es una bebida típica de Jalisco. Está elaborada con granada roja, los granos de esta fruta se envuelven en tela de cielo y se prensan en prensas de madera. El jugo que suelta la fruta  se deja reposar y se toma posteriormente con un chorro de alcohol o bien sin este.
- La granadina también es un palo de flamenco.

- Datos: Q1136498
- Multimedia: Grenadine / Q1136498